# Pinole (California)
Pinole è una città degli Stati Uniti d'America, nello stato della California, nella Contea di Contra Costa. Al censimento del 2010 contava 18.390 abitanti.
La città possiede molti monumenti antichi di importanza storica e anche un suo centro storico. La sua economia è molto strategica poiché confina geograficamente con alcune importanti città della contea in cui si trova (Richmond, Hercules, El Sobrante).